# Bernhard Rutqvist
Bernhard Eugen Rutqvist (i riksdagen kallad Rutqvist i Vittjärv), född 5 november 1879 i Överluleå församling i Norrbottens län, död där 1 december 1968, var en svensk riksdagsman.
Rutqvist var som riksdagsman ledamot av första kammaren för Norrbottens läns valkrets från urtima riksdagen 1919–1920.